# Tekla Bądarzewska-Baranowska
Tekla Bądarzewska-Baranowska (Varsavia, 1834 – Varsavia, 29 settembre 1861) è stata una compositrice polacca.

## Biografia
Si sa molto poco di questa compositrice polacca: secondo alcune fonti sarebbe nata nel 1838 e morta nel 1862. Il suo nome viene traslitterato in vari modi in lingue diverse dal polacco: in italiano comunemente si scrive "Tekla" o "Tecla" per il nome, e "Badarzewska" per il cognome.
Divenuta famosa per aver composto nel 1856 un pezzo per pianoforte dal titolo Modlitwa dziewicy, meglio noto col titolo francese La prière d'une vierge (La preghiera di una vergine), pubblicato per la prima volta come supplemento alla «Paris Revue et Gazette Musicale» nel 1859. Breve pezzo di media difficoltà, è probabilmente uno dei pezzi per pianoforte più suonati di tutti i tempi. Melodia romantica e struggente al limite del kitsch, viene da molti considerato vacuo e poco interessante. In Italia il pezzo acquisì una certa notorietà grazie al film di Totò I due orfanelli. Lo stesso brano viene eseguito in una scena di Mio Dio, come sono caduta in basso! (1974), di Luigi Comencini: al pianoforte, sul quale è posto il libretto della pièce, è la Marchesa Eugenia Di Maqueda, interpretata da Laura Antonelli. Ne esiste inoltre una versione leggera, che ricorda vagamente l'originale classico, e che è diventata una bandiera del folk americano (interpretata anche dal famoso cantante folk Willie Nelson). E nel file Pane, amore e.... con Vittorio de Sica, Tina Pica, Sofia Loren e Mario Carotenuto.

## Editoria musicale
- La preghiera di una vergine, Ricordi, ISMN M-040-32977-3
- La preghiera di una vergine, Curci, EC 2501
- La prière d'une vierge, Durand, ISMN M-044-00616-8